# Echiniscus montanus
Echiniscus montanus är en djurart som tillhör fylumet trögkrypare, och som beskrevs av Iharos 1982. Echiniscus montanus ingår i släktet Echiniscus och familjen Echiniscidae. Inga underarter finns listade i Catalogue of Life.